# Inmigración checa en Colombia
La inmigración checa en Colombia es el movimiento migratorio desde la República Checa a Colombia. El inicio de la migración checa ocurrió por primera vez durante la segunda y tercera décadas del siglo XX, especialmente durante la Primera y la Segunda Guerra Mundial. Actualmente se estima que hay aproximadamente 166 ciudadanos checos viviendo en Colombia.